# 南京系
南京系(なんきんけい)とは、中国共産党の習近平総書記政権下で厚遇される福建省・浙江省・上海市を管轄に含む中国人民解放軍南京軍区の軍歴などがある高級軍人をメディアが総称したものである。これは、之江新軍の初出以後に、「南京系崛起 宋普選任京軍區司令」China Times 2015年1月1日付、「習近平對“南京系”宋普選格外器重」明鏡網 2015年4月28日付、「〝南京系〞獲習近平重用 或有隠衷」新唐人 2015年4月29日付 など記事の表題として登場している。
中華人民共和国では地方行政区の共産党委員会書記のときにそれに対応する軍部隊内の党委員会第一書記(例:浙江省書記の時は浙江省軍区第一書記)に就く。その任務は現役退役軍人とその家族の擁護優遇活動などであり、習近平は積極的従事し、それのみならず軍の業務に必要な道路や施設の整備にも注力したという。また、南京軍区国防動員委員会など各級の国防動員委員会での役職もある。そのような強い関係性から南京軍区において、趙克石、王教成、褚益民、蔡英挺、王寧、苗華、張仕波、宋普選、王安龍らの名が出てくる。
ただし、蔡英挺は2008年に党中央軍事委員会主席の席を江沢民からやっと手に入れた胡錦濤が、その翌年に江派が多い南京軍区で牽制するために中将に昇進させたという人物でもある。張仕波は浙江省生まれであり、習との親交は党中央港澳工作協調小組組長の座に在った2008年に張が人民解放軍駐香港部隊司令員となってからだとされる。張はその後、2012年北京軍区司令員、2014年宋と入れ替わりで中国人民解放軍国防大学長、2015年宋普選と同時に大将昇格と順調にキャリアを重ねている。宋普選は2008年の発生した四川大地震で活躍し、注目を集めた。翌2009年には南京軍区副司令員に昇進した。習との接点と信任をいつ得たのかは報道では不明だが、2013年中国人民解放軍国防大学長、2014年北京軍区司令員、2015年大将昇格、2016年北部戦区司令員と着実に昇進している。南京軍区の政治部門関係出身の中央軍事委員会弁公庁副主任の王安龍が注目されている。2014年末まで上級大佐だったのが、2015年7月には少将の階級章をつけており、その翌月に弁公庁の副主任に就任している。もう一人の習の秘書役出身の鍾紹軍と異なり生粋の軍人である。ただし、生年月は不明、南京軍区での履歴も不詳である。

## 南京系一覧表<出生順>敬称略
| 氏名 (簡体字) | 生年月     | 南京軍区在職時の主な役職・階級 1988年-2007年                        | 「之江新軍」初出時の役職・階級 2014年12月                                                | 現在の役職・階級 2016年7月                                                                     |
| ------------- | ---------- | ------------------------------------------------------------------- | ---------------------------------------------------------------------------------------- | ---------------------------------------------------------------------------------------------- |
| 趙克石 赵克石 | 1947年11月 | 陸軍第31集団軍(駐福建）軍長、少将                                   | 大将、人民解放軍総後勤部部長、党中央軍事委員会委員、国家中央軍事委員会委員、18期中央委員 | 18期中央委員、大将、党中央軍事委員会委員、中央軍事委員会後勤保障部部長、国家中央軍事委員会委員 |
| 張仕波 张仕波 | 1952年2月  | 陸軍第20集団軍軍長、 人民解放軍駐香港部隊司令員、少将               | 中将、18期中央委員、人民解放軍北京軍区司令員→国防大学                                    | 18期中央委員、国防大学、大将                                                                   |
| 王教成        | 1952年12月 | 人民解放軍南京軍区副参謀長、少将                                    | 人民解放軍瀋陽軍区司令員、18期中央委員、大将                                             | 18期中央委員、大将、人民解放軍南部戦区(zh)司令員                                               |
| 褚益民        | 1953年7月  | 人民解放軍南京軍区政治部主任、軍区党委常委、少将                    | 人民解放軍瀋陽軍区政治委員、軍区党委書記、18期中央委員、大将                             | 18期中央委員、大将、人民解放軍北部戦区(zh)政治委員                                             |
| 宋普選 宋普选 | 1954年3月  | 陸軍第54集団軍軍長、少将                                            | 中将、人民解放軍北京軍区司令員                                                           | 大将、人民解放軍北部戦区(zh)司令員                                                             |
| 蔡英挺        | 1954年4月  | 人民解放軍南京軍区副参謀長、少将                                    | 人民解放軍南京軍区司令員、18期中央委員、中将                                             | 18期中央委員、大将、軍事科学院院長                                                             |
| 王寧 王宁     | 1955年8月  | 人民解放軍上海警備区参謀長、少将、第31集団軍(駐福建）軍長、         | 武装警察司令員、中将、18期中央候補委員                                                   | 18期中央候補委員、中央政法委員会委員、武装警察司令員、武警大将                                 |
| 苗華 苗华     | 1955年11月 | 陸軍第91師団（駐福建）政治委員、第31集団軍(駐福建）政治部主任、少将 | 18期大会代表、中央紀検委員会委員、中将、海軍政治委員                                     | 18期大会代表、中央紀検委員会委員、 海軍政治委員、大将                                          |
| 王安龍 王安龙 | 不明       | 不詳                                                                | 上級大佐、 陸軍第31集団軍政治部主任                                                      | 少将、党中央軍事委員会(国家中央軍事委員会)弁公庁副主任                                         |